# 平井俊顕
平井 俊顕（平井 俊顯、ひらい としあき、1947年2月27日 - ）は、日本の経済学者、上智大学名誉教授。

## 略歴
大阪府豊中市に生まれる。1971年東京大学経済学部卒、1977年同大学院博士課程満期退学、1978年駒澤大学経営学部助手、1979年講師、1981年専修大学経済学部助教授、1986年教授、1990年上智大学経済学部教授、2017年定年、名誉教授となる。ケインズを中心に研究した。

## 著書
- 『ケインズ『一般理論』の再構築 財市場の「異質性-期待アプローチ」』白桃書房 1981
- 『ケインズ研究 『貨幣論』から『一般理論』へ』東京大学出版会 1987
- 『ケインズ・シュムペーター・ハイエク 市場社会像を求めて』(Minerva人文・社会科学叢書)ミネルヴァ書房 2000
- 『ケインズの理論 複合的視座からの研究』東京大学出版会 2003
- 『ケインズとケンブリッジ的世界 市場社会観と経済学』ミネルヴァ書房 2007
- 『ケインズ100の名言』東洋経済新報社 2007
- Keynes's Theoretical Development : from the Tract to the General Theory Routledge studies in the history of economics  2008
- 『ケインズは資本主義を救えるか 危機に瀕する世界経済』昭和堂 2012

### 共編著・監修
- 『市場社会の検証 スミスからケインズまで』深貝保則共編著 ミネルヴァ書房 1993
- 『経済学における正統と異端 クラシックからモダンへ』野口旭共編 昭和堂 1995
- 『市場社会とは何か ヴィジョンとデザイン』編著 上智大学出版 2007
- 『市場社会論のケンブリッジ的展開 共有性と多様性』編著 日本経済評論社 2009
- 『危機の中で〈ケインズ〉から学ぶ 資本主義とヴィジョンの再生を目指して』ケインズ学会編, 監修 作品社 2011
- 『どうなる私たちの資本主義 現代市場社会の「解体新書」』編著 上智大学出版 2011
- 『ケインズは、《今》、なぜ必要か? グローバルな視点からの現在的意義』ケインズ学会編, 監修. 作品社 2014
- 『リターン・トゥ・ケインズ』ブラッドリー・W・ベイトマン, マリア・クリスティーナ・マルクッツォ共編, 監訳. 東京大学出版会 2014

### 翻訳
- トーマス・K.ライムズ『ケインズの講義 代表的学生のノート 1932-35年』東洋経済新報社 1993
- 『ケインズ全集 第27巻 戦後世界の形成-雇用と商品 1940～46年の諸活動』ドナルド・モグリッジ編 立脇和夫共訳　東洋経済新報社 1996
- M.C.マルクッツオ『市場の失敗との闘い ケンブリッジの経済学の伝統に関する論文集 (ポスト・ケインジアン叢書) 監訳,池田毅,伊藤宣広,黒木龍三, 内藤敦之,長原徹,袴田兆彦,藤原新訳 日本経済評論社 2015

## 論文
- <平井俊顕